# Casey Shaw
Joseph Casey Shaw (Lebanon, 20 luglio 1975) è un ex cestista e allenatore di pallacanestro statunitense con cittadinanza italiana dal 2000.

## Carriera
Uscito dall'Università di Toledo nel 1999, è stato scelto dai Philadelphia 76ers con il numero 37 e, dopo una breve apparizione nell'NBA (9 presenze), è sbarcato nei campionati europei.
In Italia ha giocato a Cantù, nell'Olimpia Milano, a Trieste, nella Virtus Roma e Viola Reggio Calabria. Nella stagione 2006-07 è ritornato in Italia per giocare di nuovo con la maglia di Cantù, per poi trasferirsi nuovamente nell'Olimpia Milano nella stagione 2007-08. Dal 2008 al 2010 ha giocato a Pesaro per poi trasferirsi a Teramo nella stagione 2010-11 per giocare nella Bancatercas.
In mezzo ci sono state esperienze in Polonia, Lettonia e Spagna.
Nel settembre 2004 ha sposato un'italiana, ottenendo così il passaporto e la possibilità di giocare nella nazionale italiana di pallacanestro, dove però non ha raccolto alcuna presenza.
Il 16 novembre del 2010 viene messo fuori rosa dalla Banca Tercas Teramo a causa del suo rendimento altalenante.

## Palmarès
- Miglior centro italiano: 2005

## Curiosità
È un membro dell'associazione no profit Atleti di Cristo.